# Bruno Neumann
Bruno Neumann   (26 d'abril de 1883 - Berlín, 31 de desembre de 1943) va ser un genet alemany que va competir durant la dècada de 1920.
El 1928 va prendre part en els Jocs Olímpics d'Amsterdam, on va disputar dues proves del programa d'hípica. Va guanyar la medalla de bronze en la prova de concurs complet individual, mentre en la de concurs complet per equips abandonà. En ambdues proves va participar amb el cavall  Ilja.